# Назим Кизайбай
Назим Кизайбай (каз. Назым Қызайбай; 14 вересня 1993) — казахська боксерка, призерка Олімпійських ігор, чемпіонка світу та Азії.

## Аматорська кар'єра
На чемпіонаті світу 2010 програла в першому бою Нгуєн Тхі Там (В'єтнам).
На чемпіонаті світу 2012 перемогла трьох суперниць, програла у півфіналі Сюй Шици (Китай) і завоювала бронзову медаль.
На чемпіонаті світу 2014 перемогла п'ятьох суперниць і стала чемпіонкою.
На чемпіонаті світу 2016 перемогла п'ятьох суперниць і стала чемпіонкою.
На Азійських іграх 2018 програла в другому бою Лін Ютін (Китайський Тайбей).
На чемпіонаті світу 2019 програла в першому бою Намікі Тсукімі (Японія).
На чемпіонаті світу 2022 програла в першому бою Інгріт Валенсія (Колумбія).
На чемпіонаті світу 2023 програла в першому бою Нгуєн Тхі Там (В'єтнам).
На Азійських іграх 2022, що через пандемію коронавірусної хвороби пройшли 2023 року, програла в другому бою Оюнтсенсегійн Єсуген (Монголія).
На Олімпійських іграх 2024 стала бронзовою призеркою.
- В 1/16 фіналу перемогла Джордану Соррентіно (Італія) — 4-1
- В 1/8 фіналу перемогла Каролін де Алмейда (Бразилія) — 5-0
- У чвертьфіналі перемогла Інгріт Валенсія (Колумбія) — 4-1
- У півфіналі програла Ву Ю (Китай) — 0-5